# أريغارون متسلق
أريغارون متسلق (الاسم العلمي: Erigeron vagus) هو نوع من النباتات يتبع جنس الأريغارون من الفصيلة النجمية.